# 0761
0761 è il prefisso telefonico del distretto di Viterbo, appartenente al compartimento di Roma.
Il distretto comprende gran parte della provincia di Viterbo e i comuni di Rignano Flaminio e Sant'Oreste (RM). Confina con i distretti di Grosseto (0564) e di Orvieto (0763) a nord, di Terni (0744) e di Poggio Mirteto (0765) a est, di Roma (06) a sud e di Civitavecchia (0766) a ovest.

## Aree locali e comuni
Il distretto di Viterbo comprende 53 comuni inclusi nelle 6 aree locali di Civita Castellana, Montefiascone (ex settori di Bagnoregio e Montefiascone), Ronciglione (ex settori di Ronciglione e Vetralla), Soriano nel Cimino (ex settori di Orte e Soriano nel Cimino), Valentano (ex settori di Tuscania e Valentano) e Viterbo. I comuni compresi nel distretto sono: Arlena di Castro, Bagnoregio, Barbarano Romano, Bassano in Teverina, Bassano Romano, Blera, Bolsena, Bomarzo, Calcata, Canepina, Canino, Capodimonte, Capranica, Caprarola, Carbognano, Castel Sant'Elia, Castiglione in Teverina, Celleno, Cellere, Civita Castellana, Civitella d'Agliano, Corchiano, Fabrica di Roma, Faleria, Farnese, Gallese, Gradoli, Graffignano, Ischia di Castro, Latera, Lubriano, Marta, Montefiascone, Monterosi, Nepi, Orte, Piansano, Rignano Flaminio (RM), Ronciglione, Sant'Oreste (RM), Soriano nel Cimino, Sutri, Tessennano, Tuscania, Valentano, Vallerano, Vasanello, Vejano, Vetralla, Vignanello, Villa San Giovanni in Tuscia, Viterbo e Vitorchiano .